# Ascensore Acton
L'ascensore Acton è un ascensore pubblico di Napoli gestito dall'Azienda Napoletana Mobilità.

## Descrizione
L'ascensore collega piazza del Plebiscito, in corrispondenza dell'intersezione con via Cesario Console, con la sottostante via Ferdinando Acton in corrispondenza dell'ingresso della galleria della Vittoria. 
La cabina è costruita in lamiera di acciaio con struttura autoportante e pareti laterali in cristallo di sicurezza; sul tetto è dotata di botola di soccorso. Le porte sono in ferro rivestito di acciaio antigraffio con luce di 90 cm.
Sono presenti inoltre un dispositivo di ritorno al piano automatico in caso di emergenza, un dispositivo contacorse ed un impianto videocitofonico interno alla cabina.
L'utilizzo dell'ascensore è gratuito.

## Dati tecnici
- Cabine: 1
- Portata: 830 kg
- Portata persone: 11
- Velocità: 0,55 m/s
- Fermate: 2 (via Cesario Console e via Ferdinando Acton)
- Corsa: 11,85 m
- Macchinario: idraulico
- Motori elettrici: 2 (di cui uno di riserva)
- Potenza: 14,7 kW
- Tensione di alimentazione 380 V c.a. / 50 Hz

## Orari di servizio
- Giorni feriali: dalle 7:00 alle 21:30
- Giorni festivi: dalle 8:00 alle 14:30